# Agrafador
Um agrafador (português europeu) ou grampeador (português brasileiro) é uma ferramenta manual que permite agrafar (grampear) folhas de papel ou cartão (papelão) umas às outras através de um pequeno pedaço de arame em forma de U denominado de agrafo (português europeu) ou grampo (português brasileiro). 
Existem atualmente vários tipos de agrafadores. Os usados nas residências ou nos escritórios empresariais são manuais, pequenos e leves, e servem para agrafar poucas folhas.  Mas existem outros agrafadores, industriais, elétricos ou movidos a ar comprimido, com capacidade para unir um número maior de folhas, cartões grossos ou mesmo forrações em tecido.  Estes são também utilizados nas indústrias moveleira e automobilística.
O surgimento do grampo aconteceu em Pasárgada, cidade aquemênida no atual território do Irã. Esse primeiro agrafador consistia em um pedaço de metal que serviria para unir blocos de pedra. Depois de uma lenta evolução histórica chegamos à forma que temos hoje no século XVIII, quando o então rei francês Luis XV pediu para que fosse feita uma máquina para anexar papéis. Este mecanismo foi feito à mão. Com o uso crescente do papel esta ferramenta foi se tornando cada vez mais popular. Desde então os grampeadores tem se adaptado às necessidades grampeando desde papéis, tecidos, madeira e até mesmo usados na área da saúde.